# Parque Nacional Nitmiluk
O Parque Nacional Nitmiluk, é um parque nacional australiano no Território do Norte, localizado a 244 km a sudeste de Darwin, que é a capital do território.